# 程莉莎
程莉莎（1978年11月8日—），湖北武汉人，汉族，中国话剧、影视女演员。上海戏剧学院97级表演系毕业，北京人民艺术剧院演员。
2001年凭借电视剧《爱情密码》出道，之后参演《大汉巾帼》、《太祖秘史》、《最后的格格》、《倾城之恋》、《大汉情缘之云中歌》、《半妖倾城》、《拾光的秘密》、《尚食》等作品。
2007年11月5日，程莉莎與演员郭晓东在郭曉东老家山东省临沂市莒南县结婚；2010年4月12日剖腹产下一子，取名郭子诚。
2018年，参加芒果TV综艺节目《妻子的浪漫旅行》，赢得广泛关注。

## 主要作品

### 電視劇
| 首播年份 | 剧名               | 角色   |
| 2004年   | 大汉巾帼           | 南施   |
| 2005年   | 太祖秘史           | 阿巴亥 |
| 2007年   | 最后的格格         | 潘念如 |
| 2009年   | 倾城之恋           | 小姨娘 |
| 2015年   | 大汉情缘之云中歌   | 心城   |
| 2016年   | 半妖倾城           | 慈禧   |
| 2020年   | 拾光的秘密         | 孟葭   |
| 2022年   | 尚食               | 郭貴妃 |
| 2023年   | 正好遇见你(網絡劇) | 向霏   |
| 2025年   | 致1999年的自己     | 赵榕芳 |
| 2025年   | 五福临门           | 陈孝姑 |
| 2025年   | 值得爱             | 鄧小亞 |

### 综艺节目
| 首播年份 | 节目名                   | 播出平台/制作单位        |
| 2018年   | 妻子的浪漫旅行（第一季） | 芒果TV 、湖南卫视        |
| 2019年   | 新生日记（第一季）       | 芒果TV、湖南卫视         |
| 2019年   | 我就是演员之巅峰对决     | 浙江卫视                 |
| 2019年   | 演技派                   | 优酷、欢娱影视、银河酷娱 |
| 2020年   | 女儿们的恋爱（第三季）   | 芒果TV 、湖南卫视        |
| 2021年   | 乘风破浪的姐姐 (第二季)  | 芒果TV、湖南卫视         |
| 2021年   | 婆婆和妈妈 (第二季)      | 芒果TV 、湖南卫视        |
| 2021年   | 上班啦！妈妈             | 爱奇艺、沐光时代         |